# Amerikai varangy
Az amerikai varangy (Anaxyrus americanus) gyakori varangyféle az Amerikai Egyesült Államok és Kanada keleti részein. Két elkülönült alfajt alkot, a B.a. americanus és a B.a. charlesmith alfajokat, azonban a megfigyelések szerint kereszteződhet a Bufo woodhousi fajjal. 

## Egyedfejlődése
Az amerikai varangy petéi 3-13 nap után kelnek ki és sekély vizekben, csapatosan mozognak. 30-40 nap alatt az ebihalak kifejlett békává alakulnak, majd elhagyják a vizet. Az ebihalak mérgező váladékot termelnek, amely visszatartja a ragadozókat. A halak, amelyek elfogyasztják az ebihalakat, akár el is pusztulhatnak. 
A kifejlett állatok általában szárazföldi életterűek. Hasonlóan más varangyokhoz a nyelvével rovarokat fog meg és étrendjét a pókok, földigiliszták, csigák és más gerinctelen állatok alkotják. A felnőtt példány is a szeme mögötti mirigyekben mérget termel, amely akár az emberre is veszélyes lehet. Általában éjszakai életmódot folytat a nappalok során elbújik és a hideg beálltával beássa magát a földbe és téli álmot alszik.

## Alfajai

### Kelet-amerikai varangy

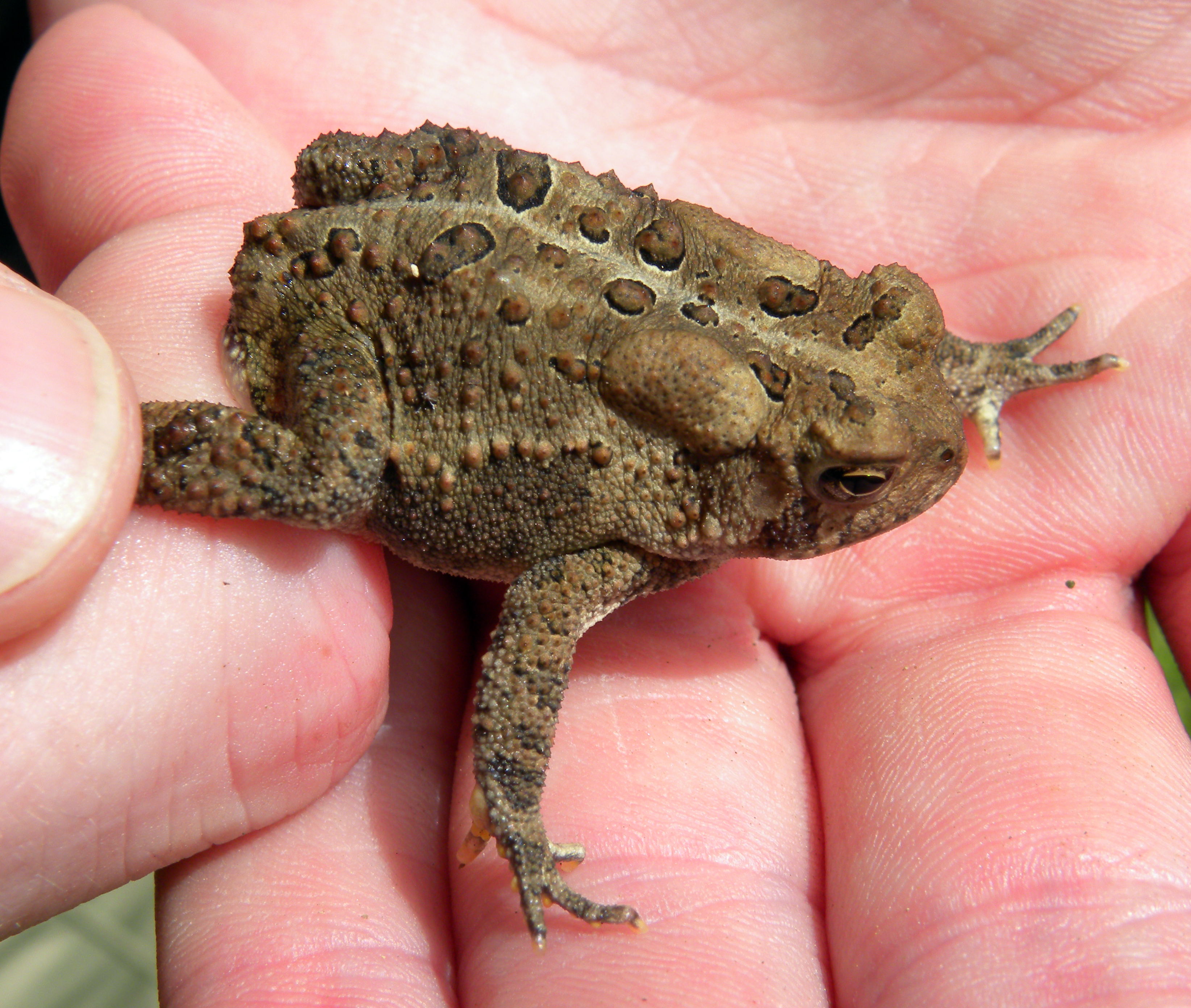
Bufo americanus americanus

A kelet-amerikai varangy (B.a. americanus) 5–9 cm méretű kifejlett egyedei változatos színűek és mintázatúak. A fowler varangytól az különbözteti meg, hogy legfeljebb két szemölcse lehet a foltokon, és foltjai nem olyan kiterjedtek, valamint világosabbak, és soha nem pöttyös.
Összetéveszthető még a kanadai varanggyal is.

### Törpe amerikai varangy
A törpe amerikai varangy (B.a. charlesmithi) a kelet-amerikai varangy kisebb változata, de mérete eléri annak alsó kategóriáját, az 5 cm-t. Sötétebb, vöröses színű. Foltjai nincsenek, vagy kis számúak, ezeken legfeljebb egy szemölcs lehet. Hasa világosabb.
Élettere átfedésben van egy hasonló varangyfélével, a Bufo nebuliferrel. Ennek azonban sötét oldalvonala van.

## Fordítás
- Ez a szócikk részben vagy egészben  az   American toad című angol Wikipédia-szócikk fordításán alapul.  Az eredeti cikk szerkesztőit annak laptörténete sorolja fel. Ez a jelzés csupán a megfogalmazás eredetét és a szerzői jogokat jelzi, nem szolgál a cikkben szereplő információk forrásmegjelöléseként.